# Parque de los Periodistas
El Parque de los periodistas es un parque de Bogotá, Colombia, situado entre la calle 13 y la calle 17 y entre la carrera tercera y la carrera cuarta, en el barrio Las Nieves, en la localidad de Santa Fe. Pasó a llamarse Parque de los periodistas Gabriel García Márquez desde 2014; en homenaje al escritor Gabriel García Márquez.

## Características
El parque tiene forma triangular debido a la curva que en este tramo realiza el Eje Ambiental, avenida que sigue el cauce del antiguo río San Francisco. 
Al noroccidente del parque se encuentran las instalaciones del ICFES. Al nororiente se halla el edificio de la Academia Colombiana de la Lengua y la estación de Transmilenio de Las Aguas - Centro Colombo Americano. En su extremo suroccidental se encuentra el Hotel Continental; diseñado por el arquitecto Vicente Nasi. 

## Templete del Libertador

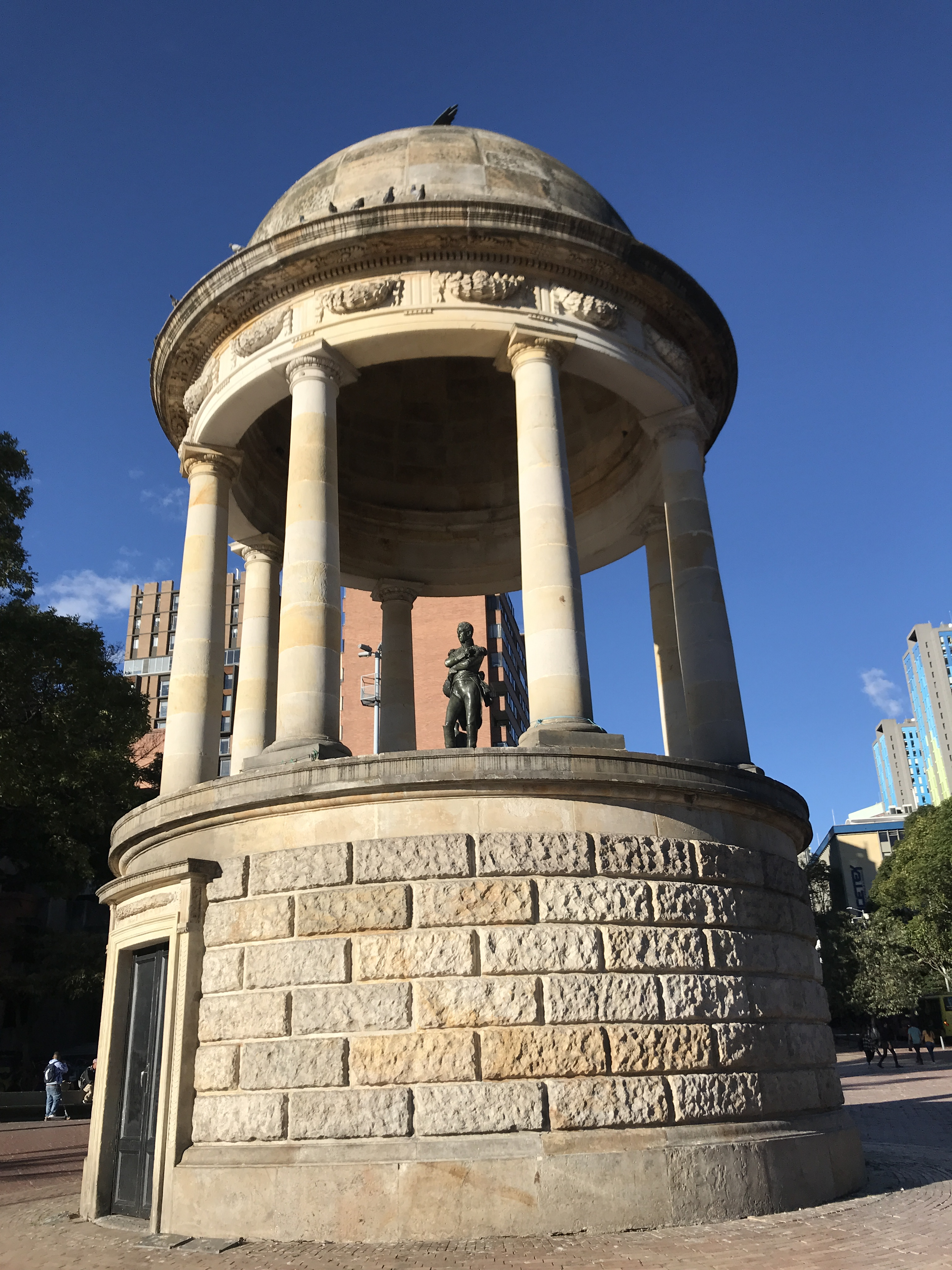
Templete del Libertador.

El Templete del Libertador es un templete diseñado por Pietro Cantini; como parte del diseño del Parque Centenario ubicado en la calle 26 entre la carrera séptima y la carrera 13, inaugurado aún sin terminar el 24 de julio de 1883 para conmemorar el primer centenario del nacimiento de Simón Bolívar. Su construcción se ordenó en el artículo 4° del Decreto 245 del 3 de marzo de 1883, el cual establecía que en el centro del parque debía construirse un quiosco en piedra para alojar la estatua del Libertador. Esta obra fue inspirada en el Templo de Vesta en Roma.

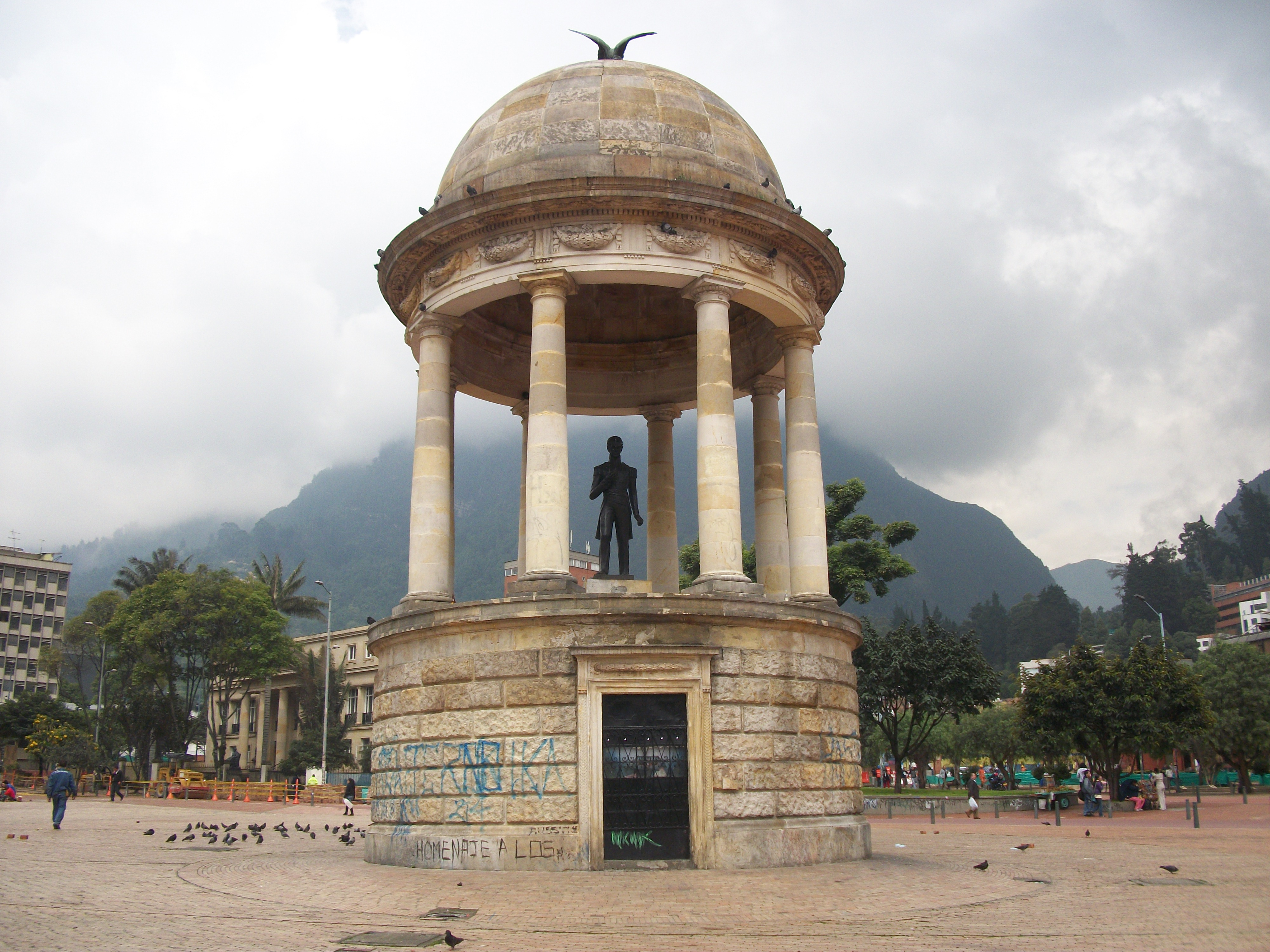
Templete del Libertador con el ‘Bolívar orador’ de Gerardo Benítez.

La Dirección de Patrimonio del Ministerio de Cultura y el Instituto Distrital de Patrimonio Cultural retiraron la escultura ‘Bolívar orador’; elaborada por Gerardo Benítez, en el 2018 y la reemplazaron por una réplica de la obra original de Antoine Desprey, instalada en 1884.
El 31 de octubre de 2024, Carlos Fernando Galán; alcalde de la ciudad, hizo entrega de la renovación del parque como parte de la intervención y conservación realizada al Eje Ambiental. Para tal efecto se invirtieron $2158 millones de pesos para la rehabilitación de 6767 m² de sendero peatonal y el mantenimiento de 2534 m² de zonas verdes.
La estatua original del Libertador se exhibió solamente por un día y luego fue enviada y ubicada al Parque Próspero Pinzón en Tunja, para luego ser ubicada en la Plaza Mayor de dicha ciudad. Allí se permaneció hasta ser reemplazada por el Bolívar ecuestre, mientras que la estatua de Desprey fue enviada al batallón Simón Bolívar, lugar donde se encuentra actualmente. 
Por solicitud del gobierno, el escultor Cesaré Sighinolfi elaboró en 1988 una nueva estatua en las instalaciones del Capitolio Nacional, aunque nunca fue instalada en el templete por razones aún desconocidas. 
El artista colombiano Ricardo Acevedo Bernal elaboró años más tarde una estatua del Libertador que permanecería por poco tiempo en el templete. 
En 1926 la Sociedad de mejoras y ornato de Bogotá encomendó a Marco Tobón Mejía la estatua que permanecería en el Templete hasta su traslado al Parque de los periodistas. 
El Parque del Centenario fue demolido en 1958 para permitir la ampliación de la carrera 10ª. El templete se trasladó a un separador de la calle 26 con carrera 7ª, para luego ser integrado a una glorieta. 
Aunque se pensó trasladar el templete a la carrera 13 con calle 68, finalmente fue desarmado y trasladado en fragmentos a su ubicación actual. Durante dicho traslado se perdieron o se dañaron varios elementos como la estatua de Bolívar, las gradas de la base, la puerta de hierro ornamentada, la escalera y el pedestal, entre otros. 
El sábado 29 de noviembre de 1958 fue terminada la reconstrucción del templete. De manera extraña, el pedestal fue instalado sin la estatua de Bolívar. Así permanecería por cerca de 15 años. 
La Sociedad de Mejoras y Ornato de Bogotá encomendó al escultor peruano Gerardo Benítez Bolaños la obra ‘Bolívar orador’, la cual fue revelada el 26 de mayo de 1973.

## Galería

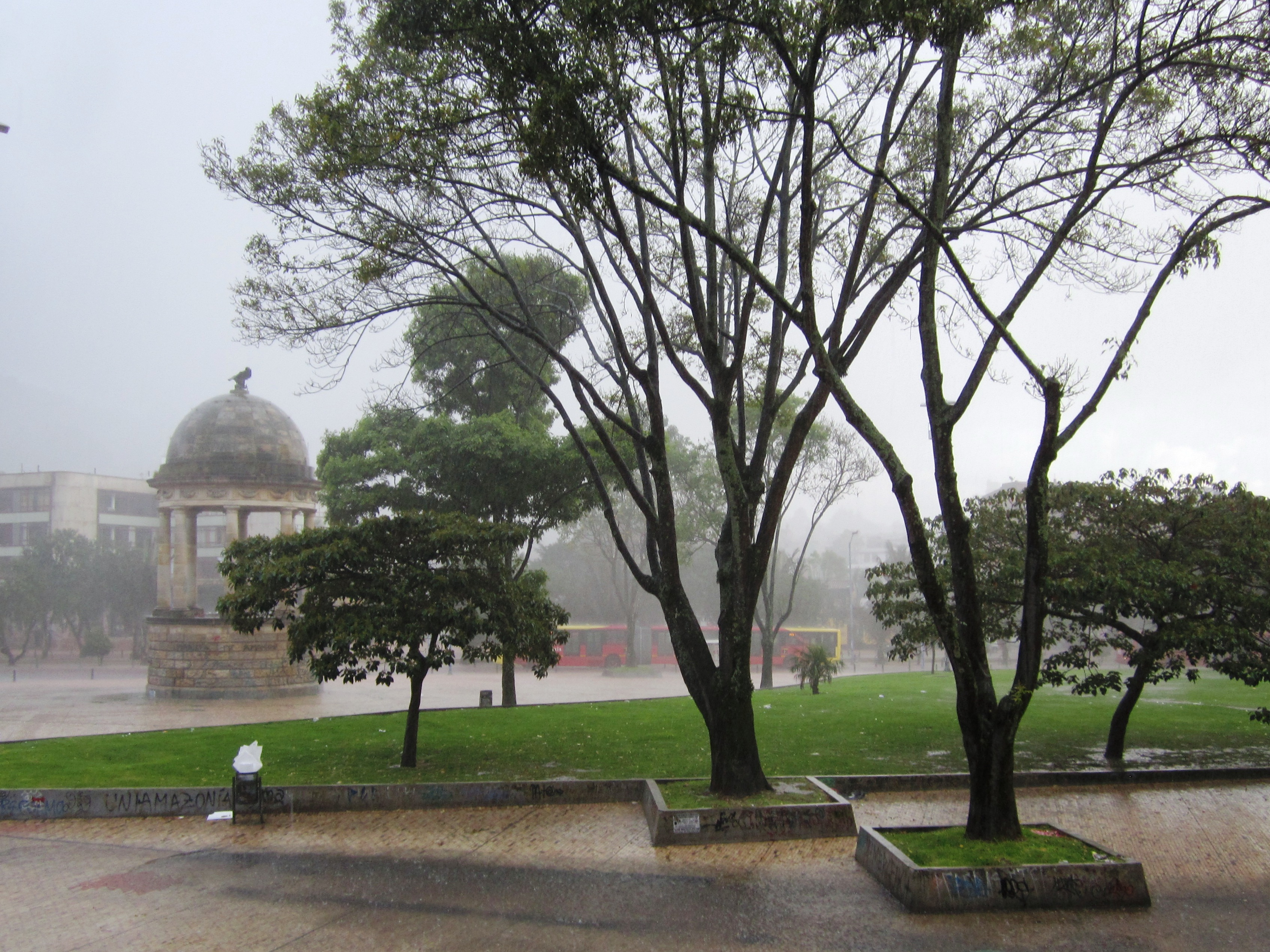
El parque durante un aguacero
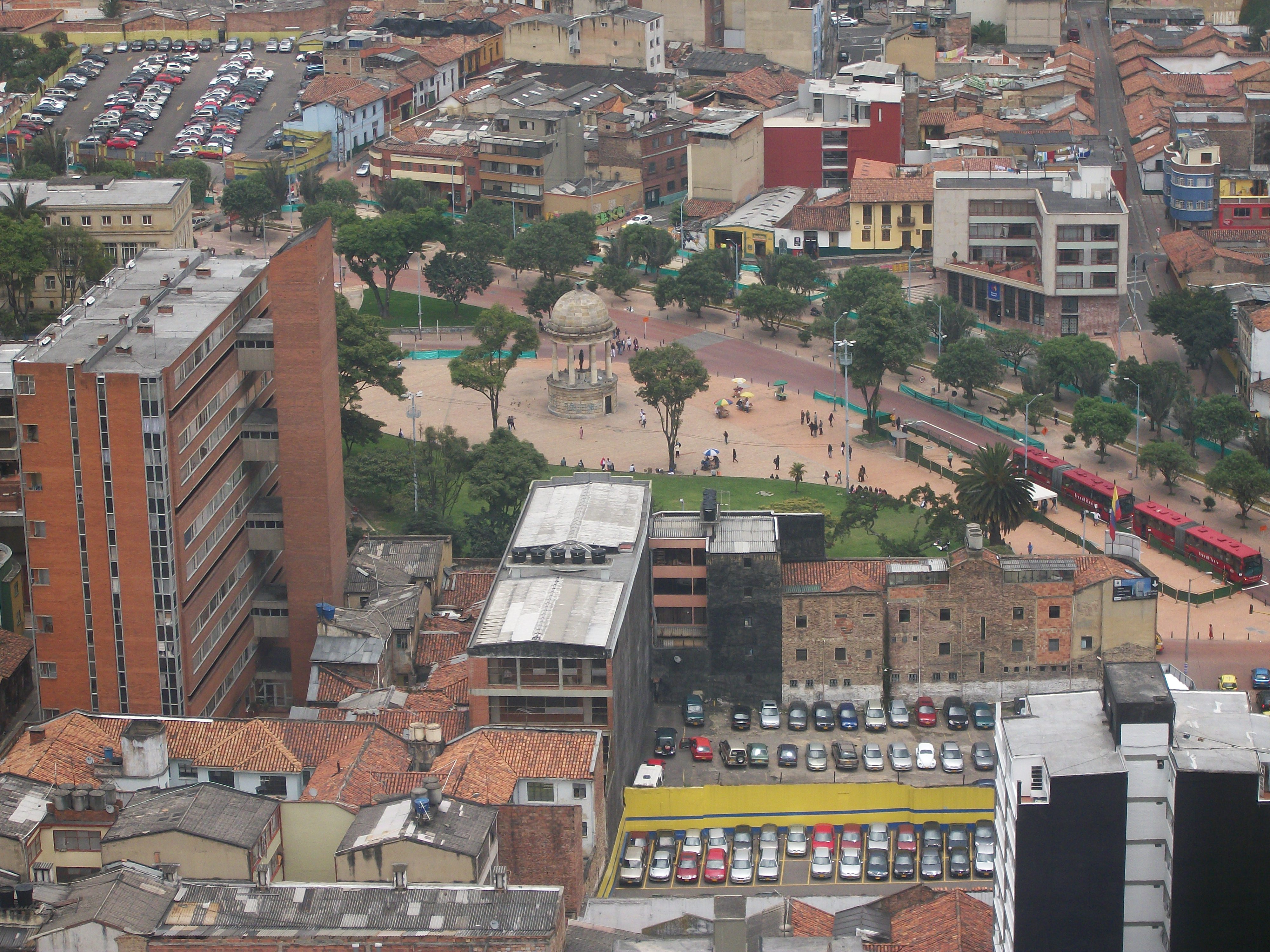
Vista aérea desde el occidente
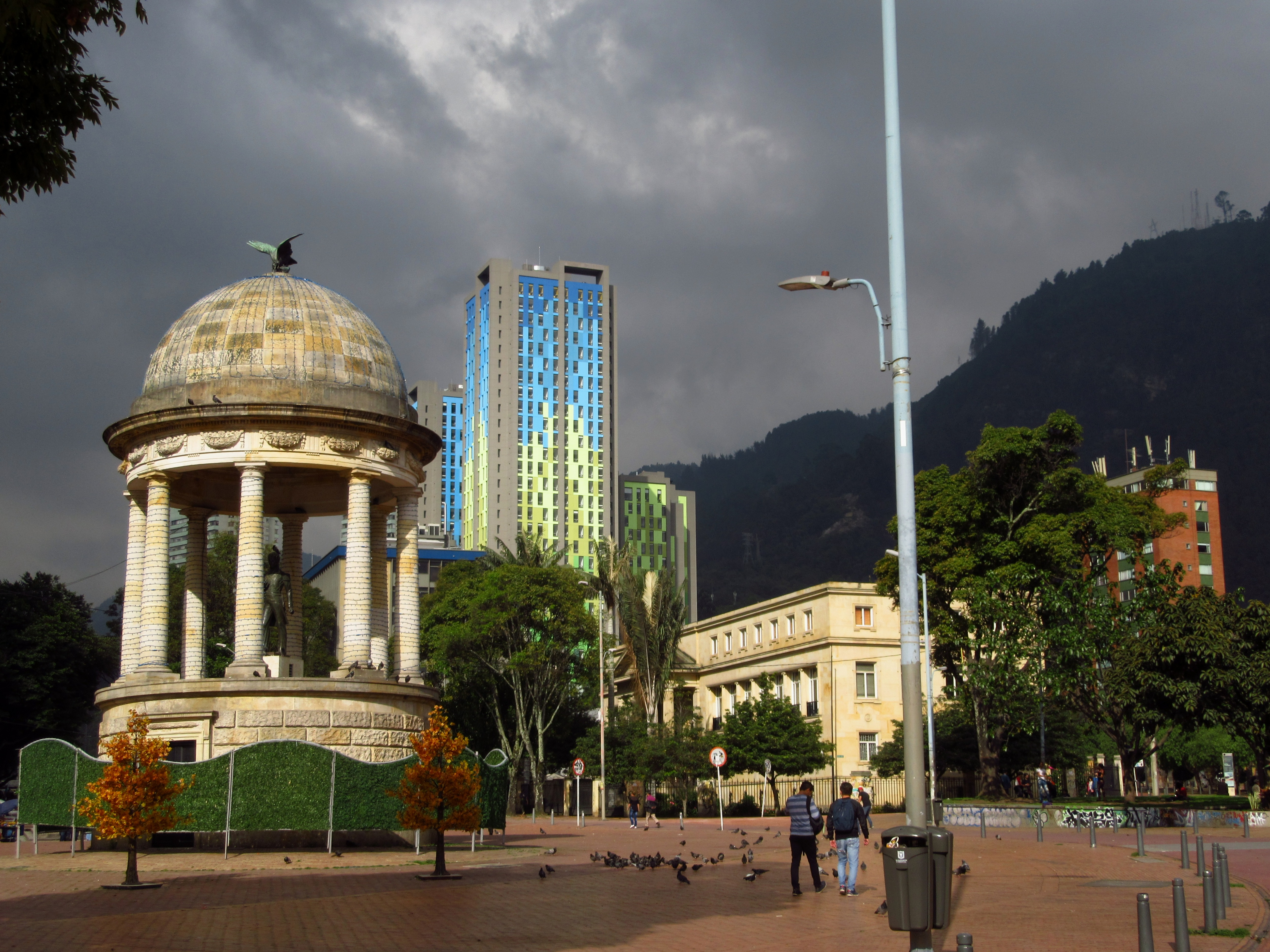
Con la Academia de la Lengua y las Torrres de City U
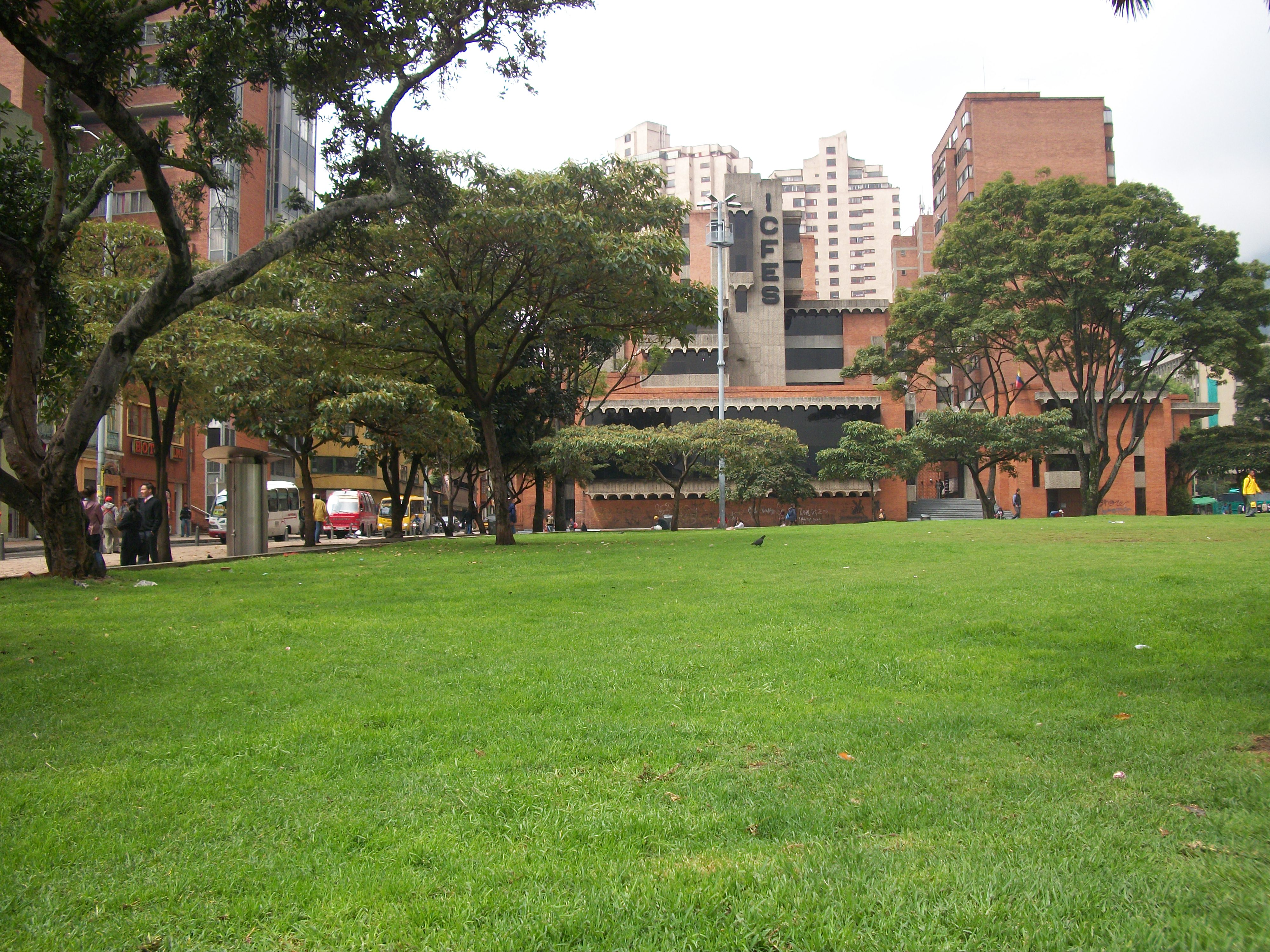
El edificio del ICFES desde la zona arborizada del parque